# Postamt (Kołobrzeg)
Die ehemalige Kaiserliche Post in Kołobrzeg (ehemals Kolberg i. Pommern) ist ein historistisches Klinkergebäude im neugotischen Stil in der Innenstadt der Hafen- und Hansestadt in der polnischen Woiwodschaft Westpommern und ein Sol- und Kurbad an der Ostsee.
Das Post-Gebäude steht seit 2016 in Polen unter Denkmalschutz.

## Geschichte
August Kind, Leiter der Bauabteilung im Reichspostamt in Berlin, entwarf 1883 auch die neue Post zu Kolberg. Sie ersetzte die Alte Post in der Baustraße, die seit 1878 Postamt I. Klasse war. Das neue Postamt wurde 1884 am Kaiserplatz (heute Plac 18 Marca) als Eckgebäude zur Wilhelmstraße (heute Armii Krajovej) errichtet.
Die Baukosten betrugen damals 151.800 Mark.
Das Postamt arbeitete auch während des Zweiten Weltkriegs bis zur Besetzung durch sowjetische und polnische Truppen am 18. März 1945.
Das Gebäude hat die Zeit überdauert und ist bis heute in Nutzung durch die Polnische Post. Im Jahr 2006 wurde es umfangreich saniert und modernisiert und ist seit dieser Zeit auch barrierefrei.

## Gebäude
Architektonisch im neugotischen Stil mit Klinkern erbaut, ähnelte das Gebäude den Eckgebäuden von Stolp und Frankfurt (Oder). Auf Gesimsen sitzen kleine Zwerge, der Legende nach wird jeder, der die kleinen Figürchen selbst bemerkt, Glück haben.